# Phyllonorycter pygmaea
Phyllonorycter pygmaea là một loài bướm đêm thuộc họ Gracillariidae. Nó được tìm thấy ở Nhật Bản (Hokkaidō, Kyūshū, Shikoku, Honshū), Hàn Quốc và vùng Viễn Đông Nga.
Sải cánh dài 5-5.5 mm.
Ấu trùng ăn Castanea crenata, Quercus acutissima, Quercus crispula, Quercus mongolica và Quercus serrata. Chúng ăn lá nơi chúng làm tổ.